# Yatma Diop
Moustapha Diop, meglio conosciuto come Yatma Diop (Dakar, 30 aprile 1943), è un ex calciatore senegalese, di ruolo attaccante.

## Carriera

### Club
In patria ha giocato per la Foyer France Sénégal, una delle più importanti squadre senegalesi. Nel 1966 ha la sua prima esperienza francese con l'Annecy, mentre due anni dopo passa all'Amiens. È stato il primo giocatore proveniente dall'Africa occidentale a giocare in Europa.

### Nazionale
Con la nazionale senegalese ha inoltre partecipato alla Coppa delle nazioni africane 1968, ove segna due reti, ma la sua squadra non riesce a superare la fase a gironi.

## Statistiche

### Cronologia presenze e reti in nazionale[2]
| Cronologia completa delle presenze e delle reti in nazionale ― Senegal | Cronologia completa delle presenze e delle reti in nazionale ― Senegal | Cronologia completa delle presenze e delle reti in nazionale ― Senegal | Cronologia completa delle presenze e delle reti in nazionale ― Senegal | Cronologia completa delle presenze e delle reti in nazionale ― Senegal | Cronologia completa delle presenze e delle reti in nazionale ― Senegal | Cronologia completa delle presenze e delle reti in nazionale ― Senegal | Cronologia completa delle presenze e delle reti in nazionale ― Senegal |
| Data                                                                   | Città                                                                  | In casa                                                                | Risultato                                                              | Ospiti                                                                 | Competizione                                                           | Reti                                                                   | Note                                                                   |
| ---------------------------------------------------------------------- | ---------------------------------------------------------------------- | ---------------------------------------------------------------------- | ---------------------------------------------------------------------- | ---------------------------------------------------------------------- | ---------------------------------------------------------------------- | ---------------------------------------------------------------------- | ---------------------------------------------------------------------- |
| 12-1-1968                                                              | Asmara                                                                 | Ghana                                                                  | 2 – 2                                                                  | Senegal                                                                | Coppa d'Africa 1968 - 1º turno                                         | 1                                                                      |                                                                        |
| 14-1-1968                                                              | Asmara                                                                 | Rep. del Congo                                                         | 1 – 2                                                                  | Senegal                                                                | Coppa d'Africa 1968 - 1º turno                                         | 1                                                                      |                                                                        |
| 16-1-1968                                                              | Asmara                                                                 | Congo-Kinshasa                                                         | 2 – 1                                                                  | Senegal                                                                | Coppa d'Africa 1968 - 1º turno                                         | -                                                                      |                                                                        |
| Totale                                                                 |                                                                        | Presenze                                                               | 3                                                                      |                                                                        | Reti                                                                   | 2                                                                      |                                                                        |